# 上海历史年表 (1842年—1862年)
| 上海历史年表                                                                                                |
| --- |
| 宋朝及之前 · 元朝 · 明朝 · 1842年以前的清朝 · 1842年－1862年 · 1863年－1911年 · 1912年－1949年 · 1949年至今 |

| 日期           | 事件                                 | 简述 |
| 1842年8月29日  | 《南京条约》签订                     | 中英《南京条约》规定上海、宁波、福州、厦门以及广州这五处开辟为对外通商口岸（简称“五口”），英国人可以在这五处居住和经商。                                             |
| 1843年11月17日 | 首任英国驻沪领事巴富尔抵达上海       | 英国驻沪领事的到任意味着上海自此正式开埠。 |
| 1844年7月13日  | 《望厦条约》签订                     | 中美订立的这份合约的内容参照了中英《南京条约》。 |
| 1844年10月24日 | 《黄埔条约》签订                     | 中法订立的这份合约的内容同样也参照了中英《南京条约》。 |
| 1845年11月29日 | 第一次土地章程（也称“地皮章程”）出台 | 这份土地章程被视为上海租界存在和运作的依据法理，由上海道台和英国驻沪领事共同商定，其要旨在于华洋隔离居住的政策，并定出了英国人居住地的范围。                         |
| 1846年         | 道路码头委员会成立                   | 外国人在上海成立的第一个组织，主要解决租界内部道路建设等问题，是工部局的雏形。                                                                                       |
| 1848年11月27日 | 英租界第一次扩充                     | 北界扩充至苏州河，西界扩充至周泾浜。（今西藏路） |
| 1849年4月6日   | 法租界成立                           | |
| 1853年4月12日  | 上海租地西人大会通过组织义勇队的决议 | 太平天国运动的影响波及上海，为了维护租界的安全，租界内的外国人在英、法、美三国领事的倡导下自发组织了义勇队，这是外国人在上海的第一支武装队伍。                       |
| 1853年9月7日   | 小刀会占领上海县城                   | 烧毁了上海县衙和海关等处，杀了上海知县，囚禁了上海道台。 |
| 1854年4月4日   | 泥城浜之战                           | 清军企图通过租界进攻占领县城的小刀会起义军，保持中立的租界方在英、美海军的协助下以武力强行阻止清军过界。                                                             |
| 1854年7月11日  | 第二次土地章程出台 工部局成立        | |
| 1855年2月17日  | 小刀会退出上海县城                   | |
| 1858年1月26日  | 《天津条约》签订                     | 至此鸦片买卖合法化，上海逐渐成为了当时中国最主要的鸦片输入港。 |
| 1860年8月17日  | 太平天国起义军首次攻打上海           | |
| 1862年1月11日  | 太平天国起义军第二次攻打上海         | |
| 1862年5月1日   | 上海法租界公董局成立                 | 为了保全上海法租界的独立性，法国驻沪领事爱棠宣布法租界退出工部局，代之以上海法租界公董局。                                                                           |
| 1862年8月      | 太平天国起义军第三次攻打上海         | |
| 1862年11月     | 上海自由市计划                       | 由在沪外国商人提出，主要内容是将上海划为自由的贸易性都市，不受制于任何国家和个人。此项计划由各国领事报呈各国驻中国的公使，最后被各国公使以不得干涉中国内政为由驳回。 |